# استاسیس یانوشاوسکاس
استاسیس یانوشاوسکاس (لیتوانیایی: Stasys Janušauskas; ۱۳ مهٔ ۱۹۰۲ – ۱۶ فوریهٔ ۱۹۹۶) بازیکن فوتبال اهل لیتوانی بود.
وی همچنین در تیم ملی فوتبال لیتوانی بازی کرده‌است.